# Heteroreceptor
Heteroreceptor je receptor koji reguliše sintezu i/ili otpuštanje posrednika liganda koji ga ne aktiviraju.
Heteroreceptori su presinaptički receptori koji odgovaraju na neurotransmitere, neuromodulatore ili neurohormone otpuštene sa susednih neurona ili ćelija. Oni su suprotno od autoreceptora, koji su senzitivni samo na neurotransmitere ili hormone koje otpušta ćelija na kojoj počivaju.

## Primeri
- Norepinefrin može da utičen na oslobađanje acetilholina iz parasimpatetičkih neurona putem delovanja na α2 adrenergičke (α2A, α2B, i α2C) heteroreceptor.
- Acetilholin može da utičen na oslobađanje norepinefrina iz simpatetičkih neurona delovanjem na muskariniski-2 i muskarinski-4 heteroreceptor.
- negativno moduloše otpuštanje GABA i Glutamata.